# Château de Pierrefitte (Poil)
Pour les articles homonymes, voir Pierrefitte.
Ne doit pas être confondu avec Château de Pierrefitte.
Le château de Pierrefitte est situé sur la commune de Poil (France).

## Localisation
Le château de Pierrefitte est situé sur la commune de Poil, située dans le département de la Nièvre en région Bourgogne-Franche-Comté, à 5 km au nord-ouest du bourg, le long du chemin de Saint-Léger-sous-Beuvray et Larochemillay.

## Description
Le château de Pierrefitte est une demeure bourgeoise bâtie au XIXe siècle. Le fief existe dès le XVIe siècle et le hameau sur la carte de Cassini (XVIIIe siècle) ; aucun château ou manoir n'est cité précédemment. Un premier pavillon de chasse de style médiéval fut bâti entre 1800 et 1850. Un corps de bâtiment du même style a été ajouté dans la seconde moitié du XIXe siècle. Ravagé par un incendie, il est reconstruit en 1912.
À proximité du château se trouvent un étang et une dépendance mitoyenne. Le château est formé d'un sous-sol, de deux étages carrés, d'un étage en surcroît ainsi que d'un étage de combles.

## Historique
Un fief est attesté en 1510, appartenant à Guillemette de Berger,, mais il n'est fait nulle part mention d'un château ou d'un manoir. Son nom latin Petra ficta (« pierre dressée »), témoigne d'après Roland Niaux de « l'antiquité du site ».
Un pavillon de chasse de style médiéval est édifié durant la première moitié du XIXe siècle, ainsi qu'un corps de logis durant la seconde moitié. Il est victime d'un incendie ravageur au début du siècle suivant, dont il est ainsi fait mention dans le registre paroissial, en date du 21 novembre 1912 : « Un violent incendie a détruit une notable partie de cette demeure qui ressemblait à un grand chalet suisse. » Il est reconstruit en 1912 dans sa forme actuelle, sans stylé défini.

## Galerie

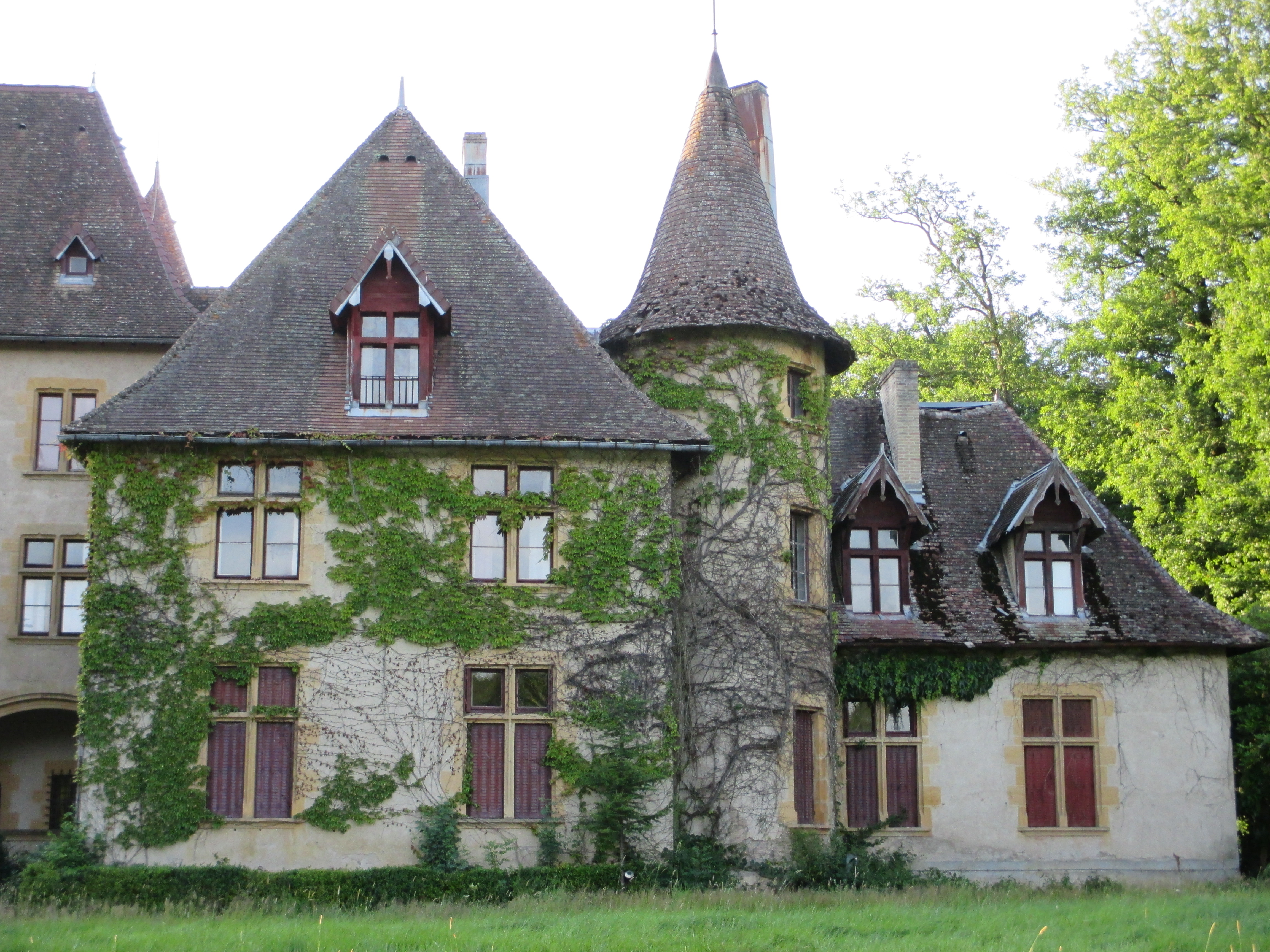
Avant du château.
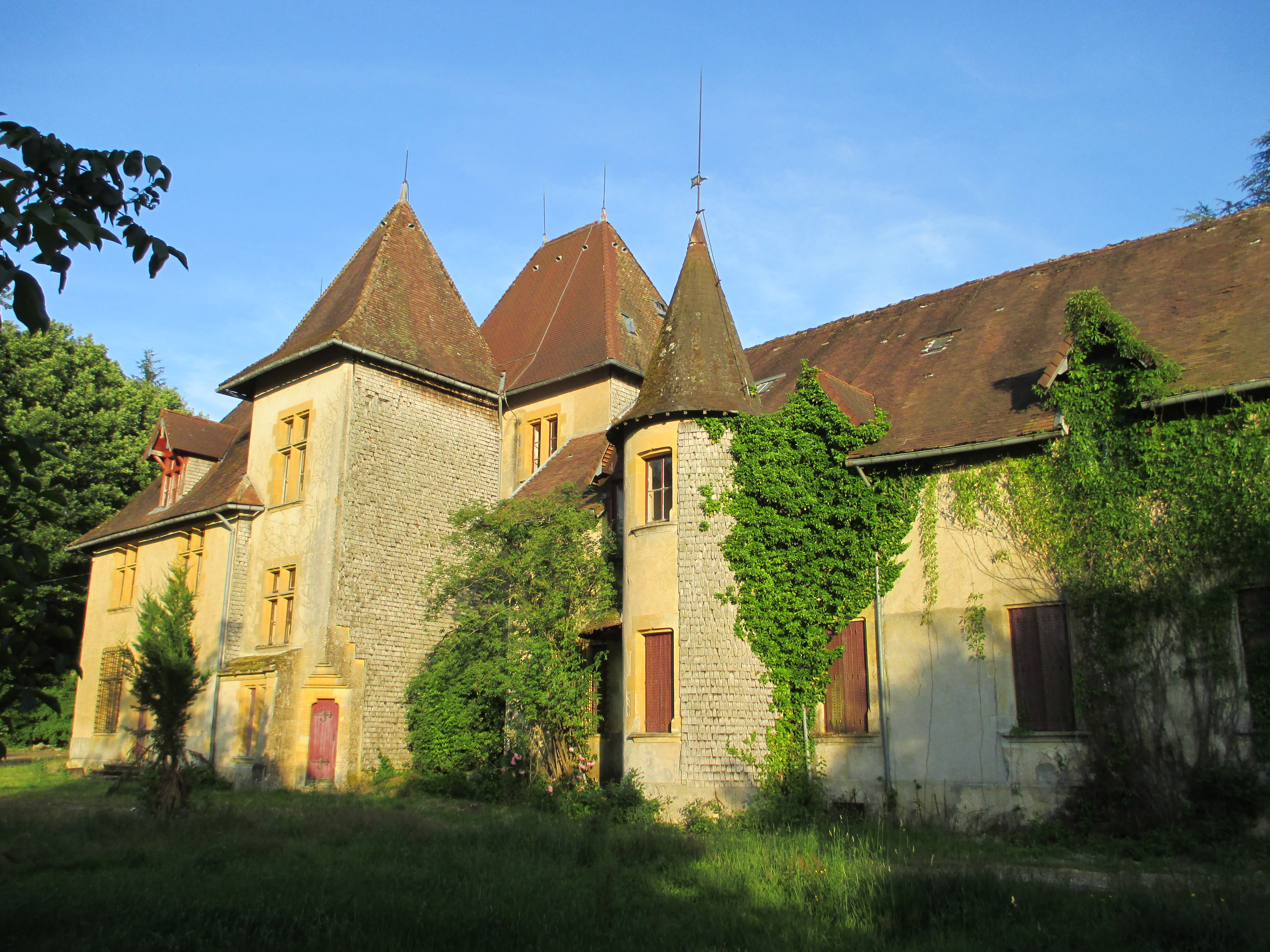
Arrière du château.